# Neuskopje
Het neuskopje (Glyphesis servulus) is een spinnensoort in de taxonomische indeling van de hangmatspinnen (Linyphiidae). De spin wordt ook wel neusdwergspin genoemd. 
Het dier komt uit het geslacht Glyphesis. Glyphesis servulus werd in 1881 beschreven door Eugène Simon.